# Scheitelbeineinstellung
Die Scheitelbeineinstellung, auch Asynklitismus, ist eine geburtshilfliche Einstellungsanomalie des Kindes im Mutterleib unter der Geburt. Hierbei findet sich eine regelwidrige Einstellung der Pfeilnaht im Beckeneingang. Die Pfeilnaht ist nach vorne oder nach hinten abgewichen, das vordere oder hintere Scheitelbein ist in Führung gegangen.

## Einteilung
Vordere Scheitelbeineinstellung (auch vorderer Asynklitismus oder Naegele-Obliquität): Die Pfeilnaht ist nach hinten seitlich abgewichen und dem Kreuzbein genähert. Das vordere Scheitelbein ist in Führung gegangen. Hier hat der kindliche Kopf die Möglichkeit den, eventuell im geraden Durchmesser verengten, Beckeneingang mit Hilfe des sogenannten Knopflochmechanismus zu überwinden. Die beiden Kopfhälften passieren nacheinander den Beckeneingang. Es handelt sich um einen günstigen Anpassungsversuch des kindlichen Kopfes. Die Spontangeburt ist möglich.
Hintere Scheitelbeineinstellung (auch hinterer Asynklitismus oder Litzmann-Obliquität): Die Pfeilnaht ist nach vorne abgewichen und der Symphyse genähert. Das hintere Scheitelbein ist in Führung gegangen. Ein Tiefertreten ist für den Kopf nicht möglich. Es handelt sich um einen ungünstigen Anpassungsversuch des kindlichen Kopfes, da diese Einstellung geburtsunmöglich ist. Meist wird ein Kaiserschnitt notwendig.
Merke: vordere Einstellung: „örderlich“; hintere Einstellung: „hinderlich“.

## Ursachen
Die Scheitelbeinstellung ist immer ein Hinweis auf ein mögliches Missverhältnis zwischen mütterlichem Becken und kindlichem Kopf.
- Mutterseitige Ursache: Ungünstige Beckenformen, z. B. plattes, platt-rachitisches oder langes Becken
- Kindseitige Ursache: Ungünstige Kopfformen, z. B. großer Langkopf oder Hydrozephalus

## Diagnostik
Die Eröffnungsperiode der Geburt verläuft sehr verzögert. Bei der inneren Untersuchung fällt das jeweils in Führung gegangene Scheitelbein auf. Die nach vorne, bzw. nach hinten abgewichene Pfeilnaht ist zu tasten (die Pfeilnaht ist nicht synklitisch=in Führung, sondern asynkltisch=nicht in Führungslinie). Eventuell ist eine Konfiguration der kindlichen Schädelplatten zu tasten, die eine Umfangsverringerung (zirka 2 cm) mit sich bringt. Nach Blasensprung ist meist eine große Geburtsgeschwulst zu tasten. Eventuell besteht eine Tendenz zu einer Haltungsanomalie (z. B. Roederer-Kopfhaltung). Da die Scheitelbeineinstellung oft mit einem relativen oder absoluten Missverhältnis einhergeht ist eine Beckenaustastung vorzunehmen, um sich über die räumlichen Voraussetzungen ein Bild machen zu können. Zusätzlich kann der Zangemeister-Handgriff durchgeführt und die Michaelis-Raute beurteilt werden.

## Therapie und Verlauf
Bei der vorderen Scheitelbeineinstellung zunächst nur Überwachung der kindlichen Herzfrequenz und der Wehentätigkeit, die Gebärenden auf der Seite der kleinen Fontanelle lagern. Bei guter Wehentätigkeit kann der Kopf sich konfigurieren und durch ausweichen in die Kreuzbeinhöhle tiefertreten.
Bei der hinteren Scheitelbeinstellung kann zunächst bei gründlicher Überwachung von Mutter und Kind sowie augenscheinlich günstigen Platzverhältnissen zwischen kindlichen Kopf und mütterlichem Becken abgewartet werden. Um dem kindlichen Kopf die Möglichkeit zu geben, sich neu einzustellen, kann die Frau für einige Wehen in Knie-Ellenbogen-Lage gelagert werden. Ändert sich die Einstellung des kindlichen Kopfes nicht, wird mit zunehmender Wehentätigkeit das vordere Scheitelbein auf die Symphyse gedrückt, bis eine weitere Flexion nicht mehr möglich ist. Der Beckeneingang kann nicht überwunden werden. Durch das Übereinanderschieben der Ossa parietalia verhakt sich der Schädel stufenförmig an der Symphyse, so dass ein Tiefertreten nicht möglich ist. Die Geburt sollte frühzeitig per Kaiserschnitt beendet werden.

## Komplikationen
Meist geht die (hintere) Scheitelbeineinstellung mit einem Geburtsstillstand einher. Durch die starke Kompression des kindlichen Kopfes kann es zu Sauerstoffmangel, zerebralen Blutungen und Drucknekrosen kommen. Da eine geburtsunmögliche Einstellung und damit ein Missverhältnis vorliegt, kann es zu hyperkinetischen Wehenstörungen (Wehensturm) kommen; nun besteht die Gefahr einer Uterusruptur. Es muss, insbesondere bei der hinteren Scheitelbeineinstellung, immer auf die Bandl-Furche geachtet werden.

## Besonderheit
Nicht zu verwechseln ist die Scheitelbeineinstellung mit dem physiologischen Asynklitismus. Darunter wird die vorübergehende seitliche Annäherung der Pfeilnaht an das Kreuzbein verstanden. Diese Einstellung wird jedoch im weiteren Geburtsverlauf überwunden. Sie dient, genauso wie die Scheitelbeineinstellung, der Überwindung des Beckeingangsraumes. Die Abgrenzung zur Regelwidrigkeit ist schwierig. Eine regelrechte Einstellung sollte sich bei der Erstgebärenden zu Beginn, bei der Mehrgebärenden im Verlauf der Eröffnungsperiode ergeben.